# François Chausson
François Chausson, né en 1966, est un historien français, professeur d'histoire romaine à l'université Paris 1 Panthéon-Sorbonne à Paris.

## Biographie
Ancien élève de l'École normale supérieure (promotion 1987), François Chausson est spécialiste du milieu de la cour impériale et de l'historiographie des IIe - Ve siècles et a beaucoup travaillé sur l'épigraphie sénatoriale et impériale, la prosopographie impériale et sénatoriale des IIe – Ve siècles, en lien notamment avec l'étude de l'Histoire Auguste.

## Publications

### Ouvrages
- collaboration, sous la direction de G. Di Vita-Evrard et F. Bérard, L'Épigraphie dans les Mélanges de l’École française de Rome, Rome, 1997.
- en collaboration avec E. Wolff, Consuetudinis amor. Fragments d’histoire romaine (IIe – Ve siècles) offerts à Jean-Pierre Callu, Rome, 2003 (L’Erma di Bretschneider, collection Saggi di storia antica).
- en collaboration avec Ch. Bruun, Interpretare i bolli laterizi della zona di Roma : tra storia amministrativa, economica ed edilizia, (Institut Finlandais d’Archéologie de Rome et École française de Rome, Rome les 30 mars et 1er avril 2000), Acta Instituti Romani Finlandiae (parution prévue fin 2005).
- en collaboration avec H. Inglebert, de deux tables-rondes tenues à l’Université de Paris-X Nanterre, l’une intitulée Costume et société dans l’Antiquité et au Haut Moyen Âge (Nanterre, 23-24 avril 2001), Paris, 2004).
- en collaboration avec B. Boissavit-Camus et H. Inglebert, La mort du Prince : agonie, deuil, funérailles, de l’Antiquité au Moyen Âge (Nanterre, 2-3 avril 2002), 2005.
- Stemmata aurea : Constantin, Justine, Théodose. Revendications généalogiques et idéologie impériale au IVe s. ap. J.-C., L'Erma di Bretschneider, 2007.
- en collaboration avec Geneviève Galliano, Claude, un empereur au destin singulier , Éditions Liénart, 2018, 320 p.  (ISBN 978-2-35906-255-7).

### Articles (sélection)
- « Vel Iovi vel Soli : Quatre études autour de la Vigna Barberini (191-354) », MEFRA, 107-2, 1995, p. 671-765 Consultation en ligne sur Persée
- « Theoclia sœur de Sévère Alexandre », MEFRA, 109-2, 1997, p. 659-690 Consultation en ligne sur Persée.